# The Sun (groupe)
Pour les articles homonymes, voir The Sun (homonymie).
The Sun est un groupe de rock italien, originaire de Thiene, dans la province de Vicence. Le groupe est mieux connu sous son ancien nom de punk rock indépendant Sun Eats Hours, en 1997.

## Biographie

### Sun Eats Hours (1997–2008)
Le groupe est initialement formé le 4 décembre 1997 sous le nom de Sun Eats Hours (littéralement : « le soleil mange les heures ») à l'initiative de Francesco Lorenzi (chant, guitare), Riccardo « Trash » Rossi (batterie), Marco Auriemma (basse – entre 1997 et 2001), et Andrea « Byron » Barone (showman, chœurs jusqu'à la fin 2005). Partageant un même intérêt pour le punk rock californien, la première formation du groupe publie en 2000 un album intitulé Don't Waste Time, qui popularise le groupe grâce à une apparition en festival comme l'Independent Days Festival (2001) et la tournée Deconstruction Tour. En 2001, Sun Eats Hours est invité à jouer à la tournée italienne des Offspring, puis dans les années qui suivent avec des groupes à renommée internationale comme The Cure, Muse, Misfits, AFI, NOFX, Pennywise, Ska-P, The Vandals, et Ok Go..
En 2002 sort leur deuxième album, Will, qui voit le départ du bassiste Matteo « Lemma » Reghelin ; le groupe recrute, en 2003, Gianluca « Boston » Menegozzo à la guitare. Sort ensuite une nouvelle version de l'album avec des chansons inédites. Il est publié sous le titre de Tour All Over, et devient le premier album du groupe à être édité en trois différentes versions (Italie, Espagne, Suisse) et distribué à l'échelle internationale au Japon, en France, au Portugal et au Royaume-Uni. Leur premier clip, Tour All Over, est incluse dans l'émission rock italienne Superock, diffusée sur MTV. En 2004, le groupe est nommé « meilleur groupe punk italien de l'année » par le M.E.I. (Meeting delle etichette indipendenti).
En septembre 2005 sort l'album The Last Ones, qui comprend le single Endless Desire et la chanson acoustique My Prayer. L'album est distribué en Europe, Afrique du Sud et au Japon dans différentes versions. En novembre 2006, le groupe publie Metal Addiction, un split publié au label Rude Records en collaboration avec Nicotine (groupe de punk rock japonais). À de multiples reprises, le groupe est interviewé par des magazines spécialisés comme Rolling Stone, Kerrang!, Crossbeat Japan, Metal Hammer,, Tribe, Rock Sound (UK et IT),,,, Rock Sound France, Rock Star, Rock Zone Espana, Rockin' on Japan, Slam, Ox, Rock Hard.
En 2008, pour leur dernière année d'activité, ils publient le CD-DVD Ten Years, qui retrace le parcours du groupe en 19 chansons, et dont le DVD contient des lives, des tournages en coulisse, des making-of de vidéos et de films en tournée.

### The Sun etSpiriti del sole(2009–2012)

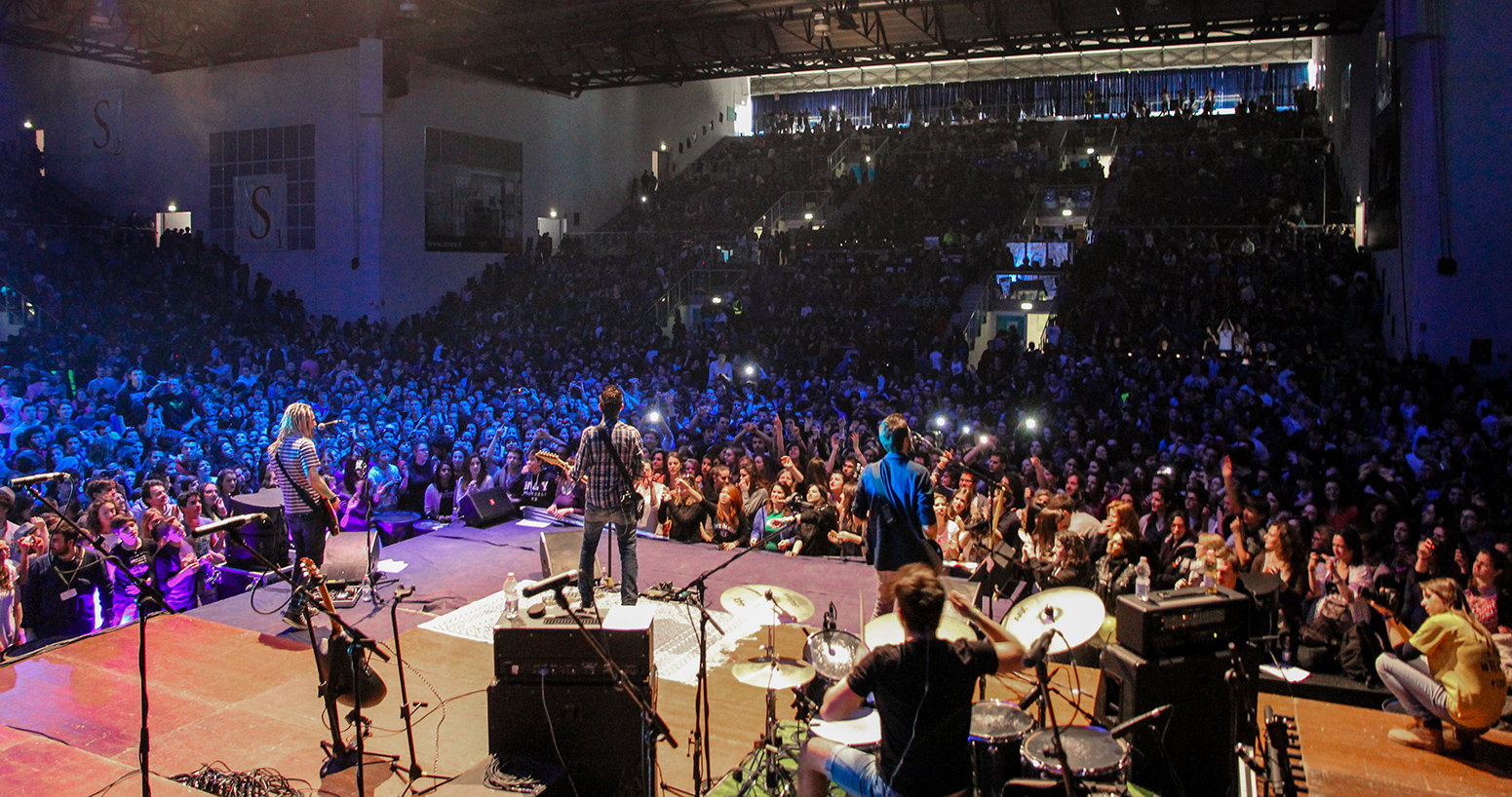
The Sun en concert à Jesolo en 2013.

Le groupe change de nom en 2009 pour devenir The Sun. En 2010, The Sun signe avec le label Sony Music Entertainment/RCA Italiana grâce à un partenariat avec le directeur artistique Roberto Rossi. Le 22 janvier 2010 sort Spiriti del sole, le premier album de The Sun, composé de chansons inédites. L'album atteint le top 10 des classements. Spiriti del Sole sort avant le clip, le 26 mars 2010, du single 1972, plus tard diffusé sur MTV TRL. Le 12 juin 2010, ils se lancent dans une tournée en Italie, appelée Spiriti del Sole, bookée par l'agence Barley Arts. Ils joueront aussi pendant la tournée de Deep Purple.
Le 1er mars 2011, The Sun part pour Bethléem à l'occasion d'un concert pour la paix entre Israël et la Palestine. En octobre 2012, The Sun tourne en terre sainte.

### Luce(2012–2015)

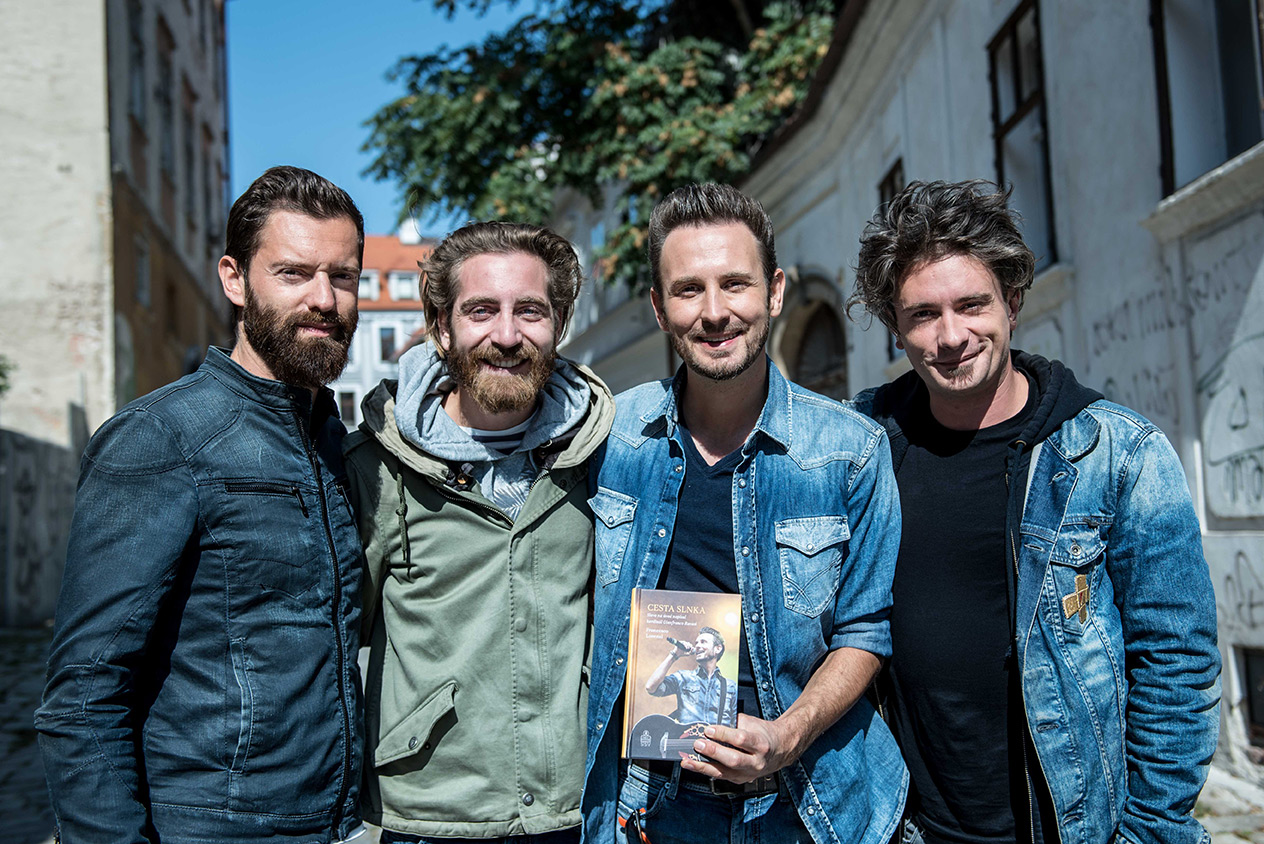
The Sun à Bratislava.

Le 12 juin 2012 sort le deuxième album de The Sun, Luce, au label Sony Music. trois chansons sont écrites par Francesco Lorenzi en collaboration avec Maurizio Baggio, Roberto Visentin à la production, Michele Rebesco et Federico Poggipollini. Le mastering est effectué à New York par Ted Jensen presso au Sterling Sound. Anticipé par la sortie du single Onda perfetta, l'album débute 78e du classement italien Fimi-GfK devenant l'album le plus vendu en 2010.
Le 7 mai 2014 sort La Strada del Sole, un livre autobiographique du chanteur Francesco Lorenzi, édité chez Rizzoli Editore. En date, il en sera à sa septième édition.
La Strada del Sole est publié en Espagne le 1er octobre 2014. El camino del Sol est publié chez Grupo Loyola Mensajero. En avril 2015, le livre est publié en Amérique latine (El Camino del Sol San Pablo Ed.), et au Portugal (San Paolo Edizioni). En août 2016, le livre est édité en français et publié en France et en Belgique ; en septembre, il sort en Slovénie et en Slovaquie. En janvier 2017, il sort en Croatie, puis en Hongrie.

### Cuore Aperto(depuis 2015)
Le 18 mai 2015, le groupe publie Le case di Mosul, le single qui anticipera l'arrivée de l'album Cuore aperto, troisième du nom pour The Sun. L'album se place 21e des classements FIMI. Cuore aperto est le premier album autoproduit de The Sun. Plus tard sortent leur deuxième et troisième single, respectivement, Il mio miglior difetto et Le opportunità che ho perso le 18 juin, et le 21 décembre 2016.

## Membres

### Membres actuels
- Francesco « The President » Lorenzi - chant, guitare
- Gianluca « Boston » Menegozzo - guitare, chœurs
- Matteo « Lemma » Reghelin - basse, harmonica, chœurs
- Riccardo « Trash » Rossi - batterie

### Membre live
- Andrea « Cherry » Cerato - guitare (depuis 2015)

### Anciens membres
- Marco Auriemma - basse (1997-2001)
- Andrea « Byron » Barone - chant, chœurs (1997-2005)

## Discographie

### Albums studio
- 2000 - Don't Waste Time (sous Sun Eats Hours)
- 2002 - Will (sous Sun Eats Hours)
- 2003 - Tour All Over (sous Sun Eats Hours)
- 2005 - The Last Ones (sous Sun Eats Hours)
- 2008 - Ten Years (compilation) (sous Sun Eats Hours)
- 2010 - Spiriti del sole (sous The Sun)
- 2012 - Luce (sous The Sun)
- 2015 - Cuore aperto (sous The Sun)

### EP et splits
- 2005 - Endless Desire (EP) (sous Sun Eats Hours)
- 2006 - Metal Addiction (split ; sous Sun Eats Hours - Nicotine)

### Singles
- 2002 - Tour All Over (sous Sun Eats Hours)
- 2003 - September 2001 (sous Sun Eats Hours)
- 2005 - Endless Desire (sous Sun Eats Hours)
- 2006 - Sucker (sous Sun Eats Hours)
- 2007 - Rain - reprise de The Cult (sous Sun Eats Hours)
- 2010 - 1972  (sous The Sun)
- 2010 - Non ho paura (sous The Sun)
- 2010 - Hasta la muerte (sous The Sun)
- 2012 - Onda Perfetta (sous The Sun)
- 2012 - Sogno dei miei sogni (sous The Sun)
- 2013 - Outsider (sous The Sun)
- 2015 - Le case di Mosul (sous The Sun)
- 2016 - Il mio miglior difetto (sous The Sun)
- 2016 - Le opportunità che ho perso (sous The Sun)

### Apparitions
- Punk Generation vol.1
- Punk Generation vol.2
- Vibrazioni violente vol.1
- Punkadeka the compilation
- Punk e contaminazioni
- Plastic Punk festival
- 2003 - Anti Tour compilation
- 2003 - Ska Punka compilation
- 2005 - Blank Tv World video DVD
- 2006 - Indiebox vol.1
- 2006 - Six strings revolution vol.1
- 2006 - No reason compilation vol.1
- 2006 - Eastpak Antidote compilation 2006
- 2007 - Think Punk Vol. 1
- 2016 - Italian Punks Go Acoustic - If the Kids are United

## Distinctions
- 2004 - meilleur groupe italien - M.E.I.
- 2010 - groupe révélation, au Summer Music Festival (Sicile)
- 2013 - Prix de l' impegno d'impresa per il bene comune à l'occasion du Festival della Dottrina Sociale
- 2016 - Prix décerné à Francesco Lorenzi pour « contribution exceptionnelle à la musique italienne »[36]